# Гватемала на летних Олимпийских играх 1996
Гватемала принимала участие в Летних Олимпийских играх 1996 года в Атланте в девятый раз в истории, но не завоевала ни одной медали. Делегация состояла из 26 спортсменов (25 мужчин и 1 женщина).

## Результаты

### Бадминтон
Спортсменов — 1
| Спортсмен      | Дисциплина       | Место |
| -------------- | ---------------- | ----- |
| Кеннет Эриксен | одиночный разряд | 33    |

### Борьба
Спортсменов — 1
| Спортсмен     | Весовая категория      | Место |
| ------------- | ---------------------- | ----- |
| Минор Рамирес | вольный стиль до 48 кг | 17    |

### Велоспорт
Спортсменов — 6
| Спортсмен       | Дисциплина              | Место |
| --------------- | ----------------------- | ----- |
| Антон Вильяторо | групповая гонка, 222 км | DNF   |
| Омар Очоа       | групповая гонка, 222 км | DNF   |
| Марлон Паньяга  | групповая гонка, 222 км | DNF   |
| Фелипе Лопес    | групповая гонка, 222 км | DNF   |
| Эрвин Санчес    | групповая гонка, 222 км | DNF   |
| Антон Вильяторо | гонка на время, 52 км   | 25    |
| Серхио Годой    | гонка по очкам          | 20    |

### Гребной слалом
Спортсменов — 1
| Спортсмен  | Дисциплина    | Место |
| ---------- | ------------- | ----- |
| Бэн Кванли | каяк-одиночка | 33    |

### Дзюдо
Спортсменов — 2
| Спортсмен     | Весовая категория | Место |
| ------------- | ----------------- | ----- |
| Хуан Гонсалес | до 71 кг          | 33    |
| Родольфо Кано | до 86 кг          | 32    |

### Лёгкая атлетика
Спортсменов — 6
| Спортсмен            | Дисциплина    | Место |
| -------------------- | ------------- | ----- |
| Луис Мартинес        | марафон       | 82    |
| Луис Фернандо Гарсия | ходьба, 20 км | 43    |
| Хулио Рене Мартинес  | ходьба, 20 км | DNF   |
| Роберто Оскаль       | ходьба, 20 км | DNF   |
| Хулио Уриас          | ходьба, 50 км | 17    |
| Уго Лопес            | ходьба, 50 км | DNF   |

### Парусный спорт
Спортсменов — 1
| Спортсмен      | Дисциплина | Результат |
| -------------- | ---------- | --------- |
| Кристиан Руата | мистраль   | 45        |

### Плавание
Спортсменов — 2
| Спортсмен           | Дисциплина  | Место |
| ------------------- | ----------- | ----- |
| Хуан Луис Боканегра | 100 м в/с   | 58    |
| Роберто Бонилья     | 100 м брасс | 30    |

### Стрельба
Спортсменов — 4
| Спортсмен                | Дисциплина             | Место |
| ------------------------ | ---------------------- | ----- |
| Франциско Ромеро Аррибас | скит                   | 45    |
| Хуан Ромеро              | скит                   | 26    |
| Серхио Санчес            | пневм. пистолет, 10 м  | 36    |
| Серхио Санчес            | пистолет, 50 м         | 8     |
| Аттила Сольти            | подвижная мишень, 10 м | 8     |

### Тяжёлая атлетика
Спортсменов — 1
| Спортсмен    | Весовая категория | Место |
| ------------ | ----------------- | ----- |
| Луис Медрано | до 56 кг          | 20    |

### Фехтование
Спортсменов — 1
Женщины
| Спортсмен       | Дисциплина | Место |
| --------------- | ---------- | ----- |
| Кармен Родригес | рапира     | 37    |